# Општина Огра (Муреш)
Огра (рум. Ogra) општина је у Румунији у округу Муреш.
Oпштина се налази на надморској висини од 304 m.